# Жвания, Гурам Григорьевич
Гура́м Григо́рьевич Жва́ния (груз. გურამ გრიგოლის ძე ჟვანია; 31 июля 1933, Грузинская ССР, СССР — 27 августа 1983, там же) — советский грузинский кинорежиссёр. Кандидат искусствоведения (1970). Заслуженный деятель искусств Грузинской ССР (1979).

## Биография
В 1961 году окончил Театральный институт имени Руставели, тогда же вступил в КПСС.. Автор документальных и научно-популярных фильмов.

## Фильмография

### Режиссёр
- 1972 — Шёлк /
- 1973 — Корова, телевизор и индюк /
- 1976 — Мир близкий, мир далёкий /
- 1977 — Заре навстречу /  (с Георгием Асатиани)

## Награды
- 1972 — Приз V Всесоюзного кинофестиваля («Шёлк»)
- 1973 — Ломоносовская премия («Шёлк»)
- 1974 — Приз VII Всесоюзного кинофестиваля («Корова, телевизор и индюк»)
- 1979 — Заслуженный деятель искусств Грузинской ССР